# Nika
Der Nika (russisch Ника) ist der wichtigste russische Filmpreis. Er wird seit 1988 jährlich in Moskau verliehen, die Trophäe ist eine moderne Fassung der geflügelten Nike von Samothrake. Die Nika-Verleihung stößt nicht nur in Russland, sondern auch in zahlreichen anderen Staaten der GUS auf ein reges Medienecho.

## Geschichte
Der Preis war ein Kind der Glasnost-Politik. Stifter war die Gewerkschaft der Filmschaffenden der Sowjetunion. Zunächst stimmten sämtliche Gewerkschaftsmitglieder über die Preisträger ab. Seit Anfang der 1990er Jahre ist eine gewählte Jury für die Auswahl der Preisträger verantwortlich.
Zunächst wurden vor allem Filme, die die stalinistische Vergangenheit aufarbeiteten, ausgezeichnet, darunter viele, die seit Jahrzehnten von der Zensur in die Archive verbannt worden waren. Später äußerten verschiedene russische Regisseure um den Preisträger Nikita Michalkow Kritik am Auswahlverfahren. Sie warfen der Jury vor, zu sehr auf persönliche Beziehungen zu achten und gründeten den Konkurrenzpreis Goldener Adler.
Die Preiskategorien sind vielfältig und haben sich seit 1988 teilweise mehrfach geändert oder es wurden neue Kategorien hinzugefügt. So wird etwa seit 2003 der beste Film des postsowjetischen Raums ausgezeichnet, daneben gibt es auch Spezialpreise, die sich mit jeder Nika-Verleihung ändern. Die Preisverleihung wird live im Fernsehen übertragen, die Rechte hierzu liegen derzeit bei Perwy kanal.

## Preisträger
Bei der letzten Verleihung im Jahr 2016 wurden Preisträger in 15 regulären Kategorien ausgezeichnet (ohne Spezialpreise). Nachfolgend eine Übersicht über die Gewinner in den Kategorien Film und Regie:

### Bester Film
- 1988: Die Reue von Tengis Abuladse
- 1989: Der kalte Sommer des Jahres 53 von Alexander Proschkin
- 1990: Kerib, der Spielmann von Sergei Paradschanow
- 1991: Das asthenische Syndrom von Kira Muratowa
- 1992: Der verheißene Paradies von Eldar Rjasanow
- 1993: Da Capo – Noch einmal mit Gefühl von Pjotr Todorowski
- 1994: Makarow von Wladimir Chotinenko
- 1995: Enthusiasms von Kira Muratowa
- 1996: Die Besonderheiten der russischen Jagd von Alexander Rogoschkin
- 1997: Gefangen im Kaukasus von Sergei Bodrow
- 1998: Der Dieb von Pawel Tschuchrai
- 1999: Of Freaks and Men von Alexei Balabanow
- 2000: Khrustalyov, My Car! von Alexei German
- 2001: His Wife’s Diary von Alexei Utschitel
- 2002: Taurus von Alexander Sokurow
- 2003: Kukuschka – Der Kuckuck von Alexander Rogoschkin
- 2004: The Return – Die Rückkehr von Andrei Swjaginzew
- 2005: Our Own von Dmitri Meschkijew
- 2006: Die Neunte Kompanie von Fjodor Bondartschuk
- 2007: Die Insel von Pawel Lungin; Bester Darsteller Pjotr Nikolajewitsch Mamonow.
- 2008: Der Mongole von Sergei Bodrow
- 2009: Hipsters von Waleri Todorowski
- 2010: Andrei Chrschanowski für Room and a Half
- 2011: Edge of War – Zug des Todes von Alexei Utschitel
- 2012: Schila-byla odna baba von Andrei Smirnow
- 2013: Faust von Alexander Sokurow
- 2014: Der Geograf, der den Globus austrank von Alexander Weledinski
- 2015: Es ist schwer, ein Gott zu sein von Alexei German
- 2016: Lieber Hans, bester Pjotr von Alexander Mindadse

### Beste Regie
- 1988: Tengis Abuladse für Die Reue
- 1989: Andrei Kontschalowski für Die Geschichte der Asja Kljatschina (1967)
- 1990: Sergei Paradschanow für Aschik-Kerib
- 1991: Stanislaw Goworuchin für Wir können so nicht leben
- 1992: Eldar Rjasanow für Das verheißene Paradies
- 1993: Nikita Michalkow für Urga
- 1995: Alexander Rogoschkin für Die Besonderheiten der russischen Jagd
- 1994: Wladimir Chotinenko für Makarow
- 1995: Kira Muratowa für Enthusiasms
- 1996: Alexander Rogoschkin für Die Besonderheiten der russischen Jagd
- 1997: Sergei Bodrow für Gefangen im Kaukasus
- 1998: Pawel Tschuchrai für Der Dieb
- 1999: Alexei Balabanow für Pro urodov i lyudey und Otar Iosseliani für Briganten
- 2000: Alexei German für Khrustalyov, mashinu!
- 2001: Bachtijor Chudoinasarow für Luna Papa
- 2002: Alexander Sokurow für Taurus
- 2003: Alexander Rogoschkin für Kukuschka – Der Kuckuck
- 2004: Wadim Abdraschitow für Magnetic Storms
- 2005: Kira Muratowa für The Tuner
- 2006: Alexei German für Garpastum
- 2007: Pawel Lungin für Die Insel
- 2008: Sergei Bodrow für Der Mongole
- 2009: Alexei German für Papiersoldat
- 2010: Andrei Chrschanowski für Room and a Half
- 2011: Alexei Popogrebski für How I Ended This Summer
- 2012: Andrei Swjaginzew für Elena
- 2013:  Alexander Sokurow für Faust
- 2014:  Alexander Weledinski für Der Geograf, der den Globus austrank
- 2015: Alexei German für Es ist schwer, ein Gott zu sein
- 2016: Stanislaw Goworuchin für Das Ende der Belle Epoque